# Challenge Mallorca 2015
De 24e editie van de Challenge Mallorca vond plaats in 2015 van 29 januari tot en met 1 februari. De Challenge Mallorca bestaat uit een serie eendagswedstrijden (trofeo's) op het eiland Mallorca. De wedstrijden maakten deel uit van de UCI Europe Tour 2015, in de wedstrijdcategorie 1.1.

## Deelnemende ploegen
| WorldTour           | ProContinentaal        | Continentaal  | Nationaal           |
| ------------------- | ---------------------- | ------------- | ------------------- |
| Movistar            | Caja Rural-Seguros RGA | Burgos BH     | Spanje              |
| Cannondale-Garmin   | Bora-Argon 18          | Murias Taldea | Rusland             |
| IAM Cycling         | CCC Sprandi Polkowice  | ActiveJet     | Verenigd Koninkrijk |
| Lotto Soudal        | Cofidis                | Frøy Oslo     |                     |
| Team Sky            | Cult Energy            | Roth-Skoda    |                     |
| Trek Factory Racing | Europcar               |               |                     |
|                     | MTN-Qhubeka            |               |                     |
|                     | Roompot                |               |                     |

## Trofeo's

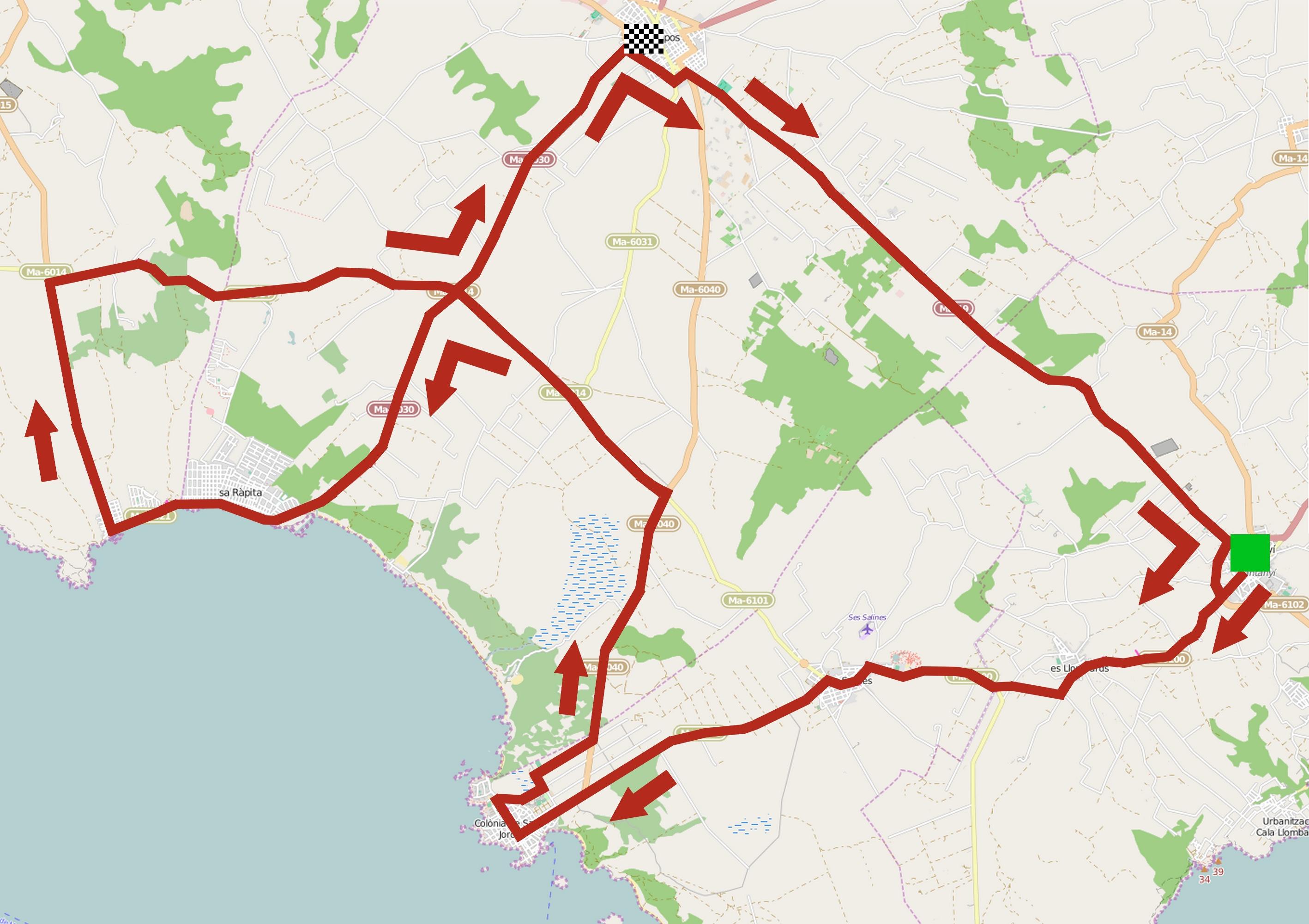
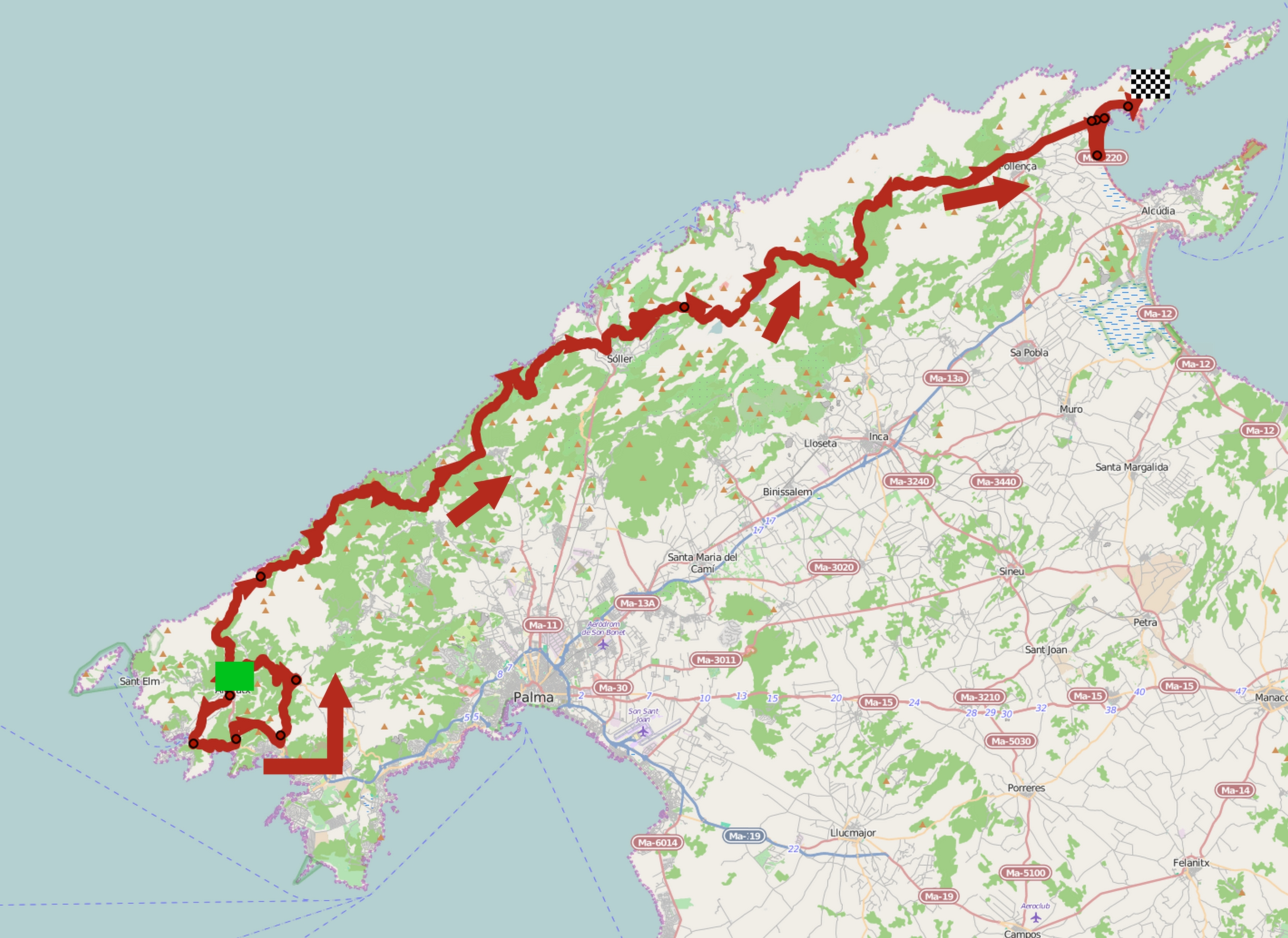
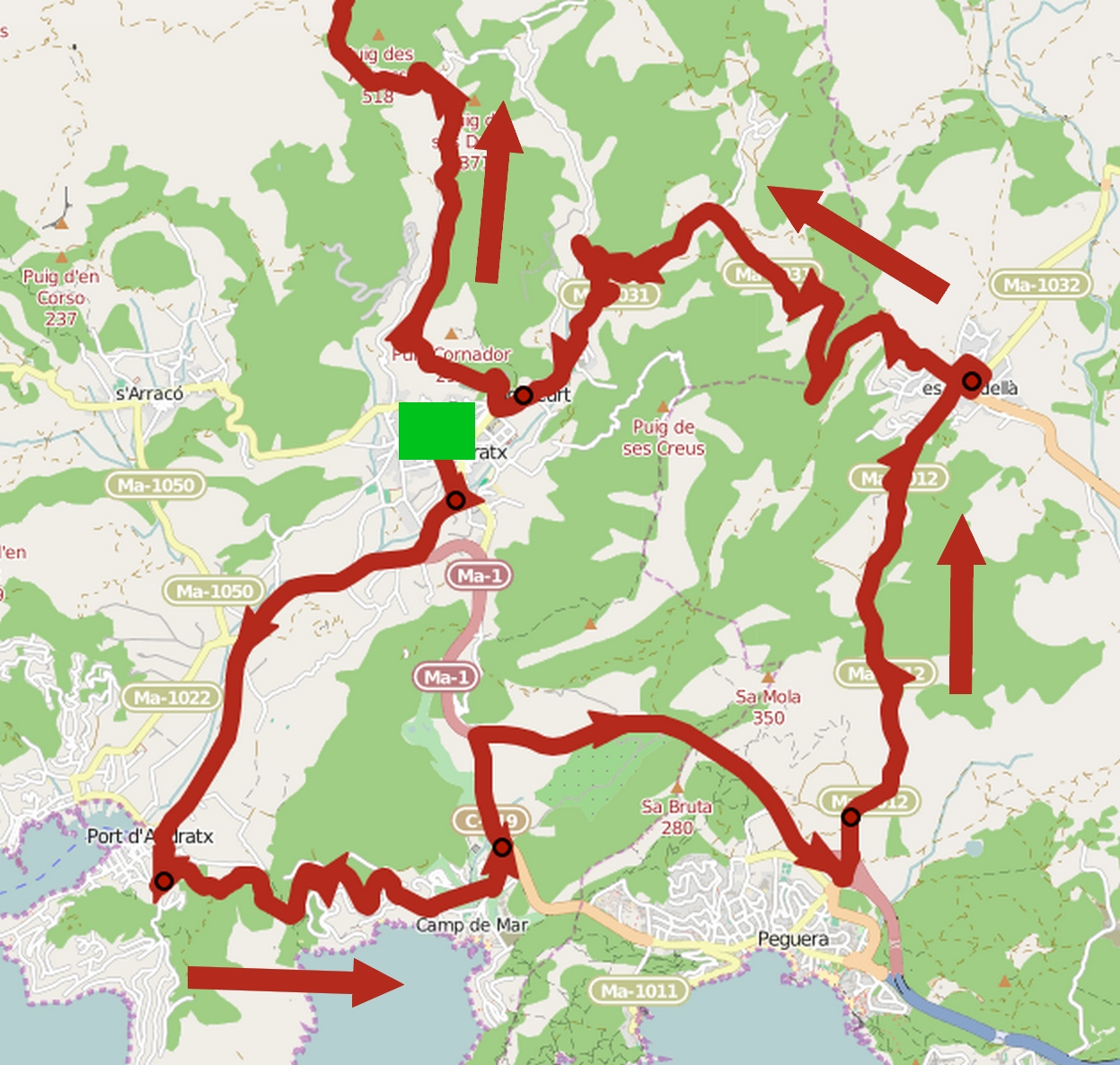
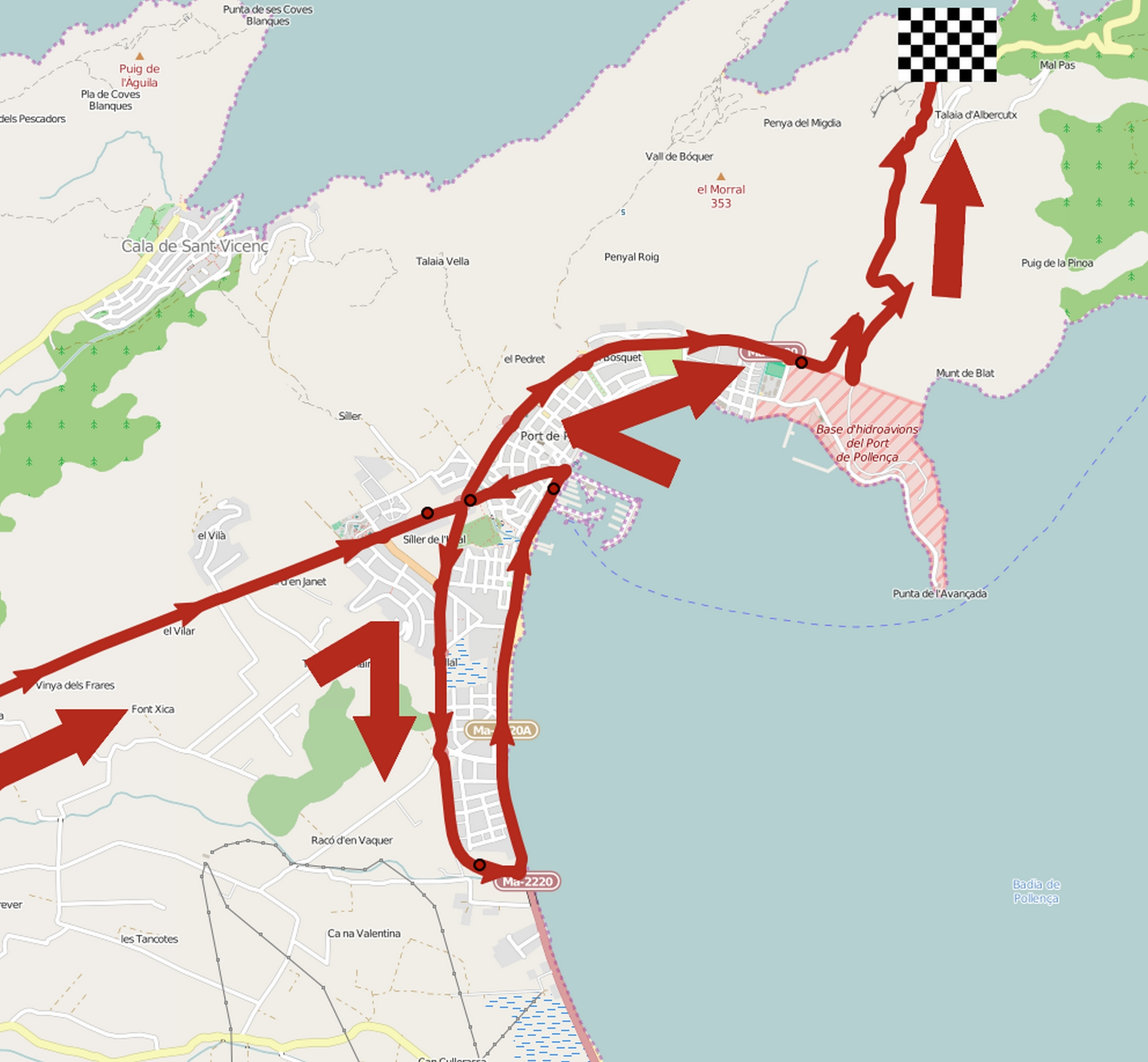
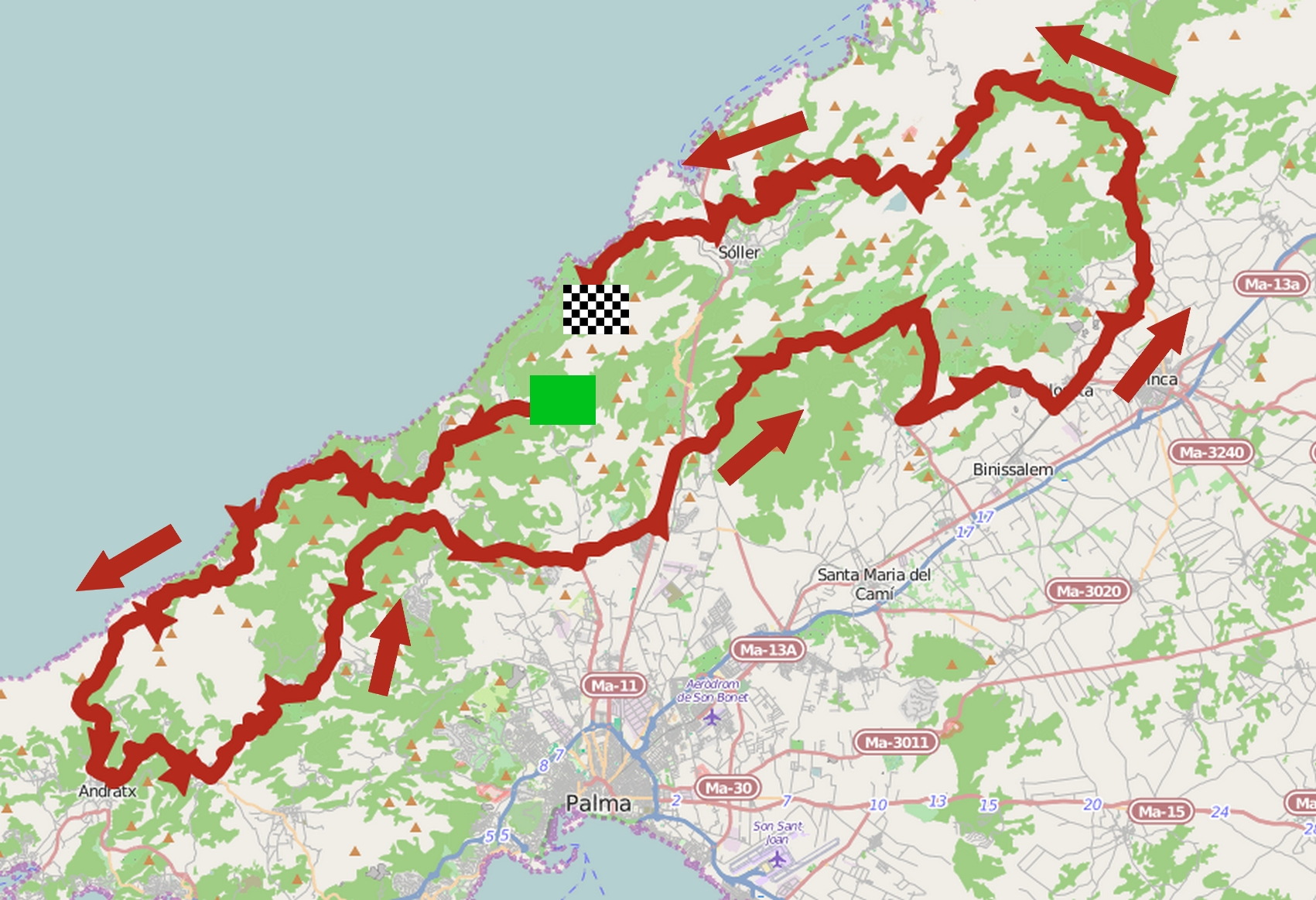
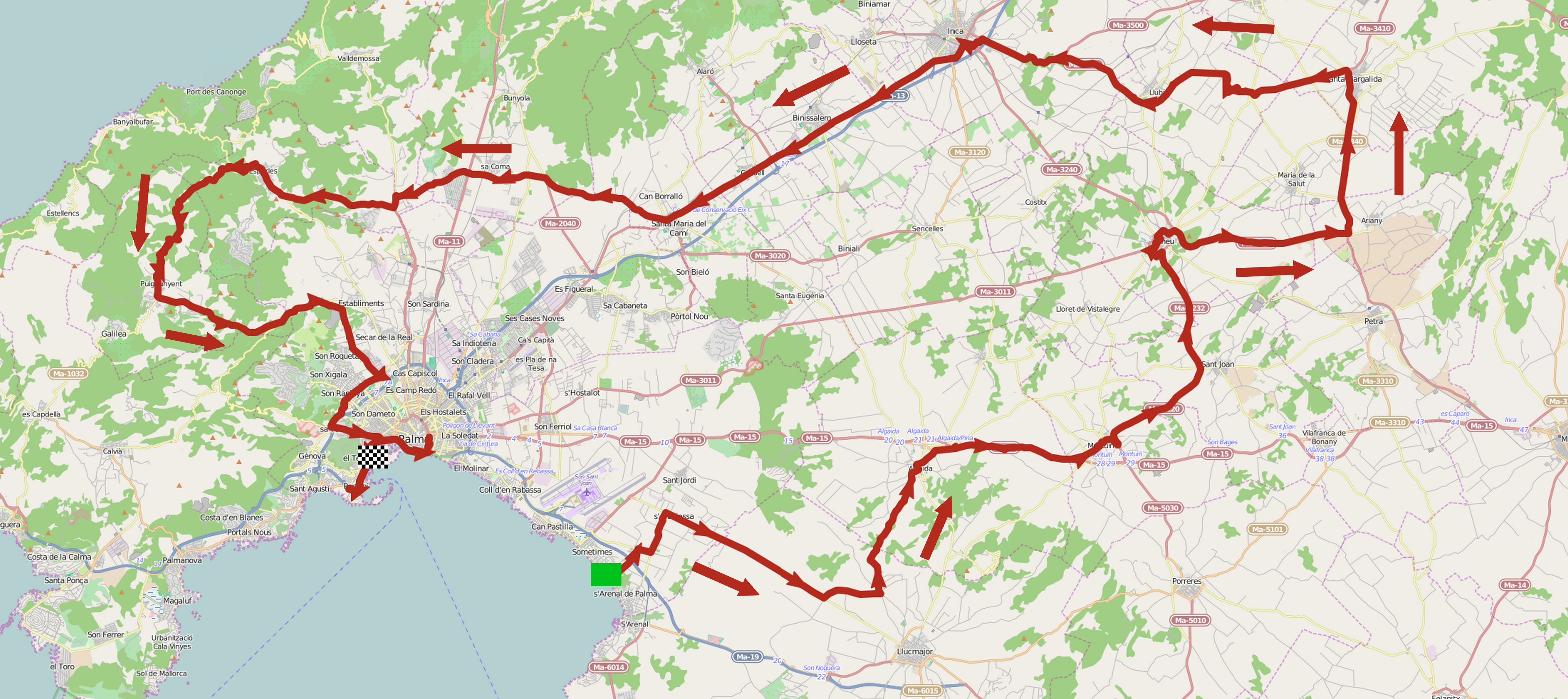
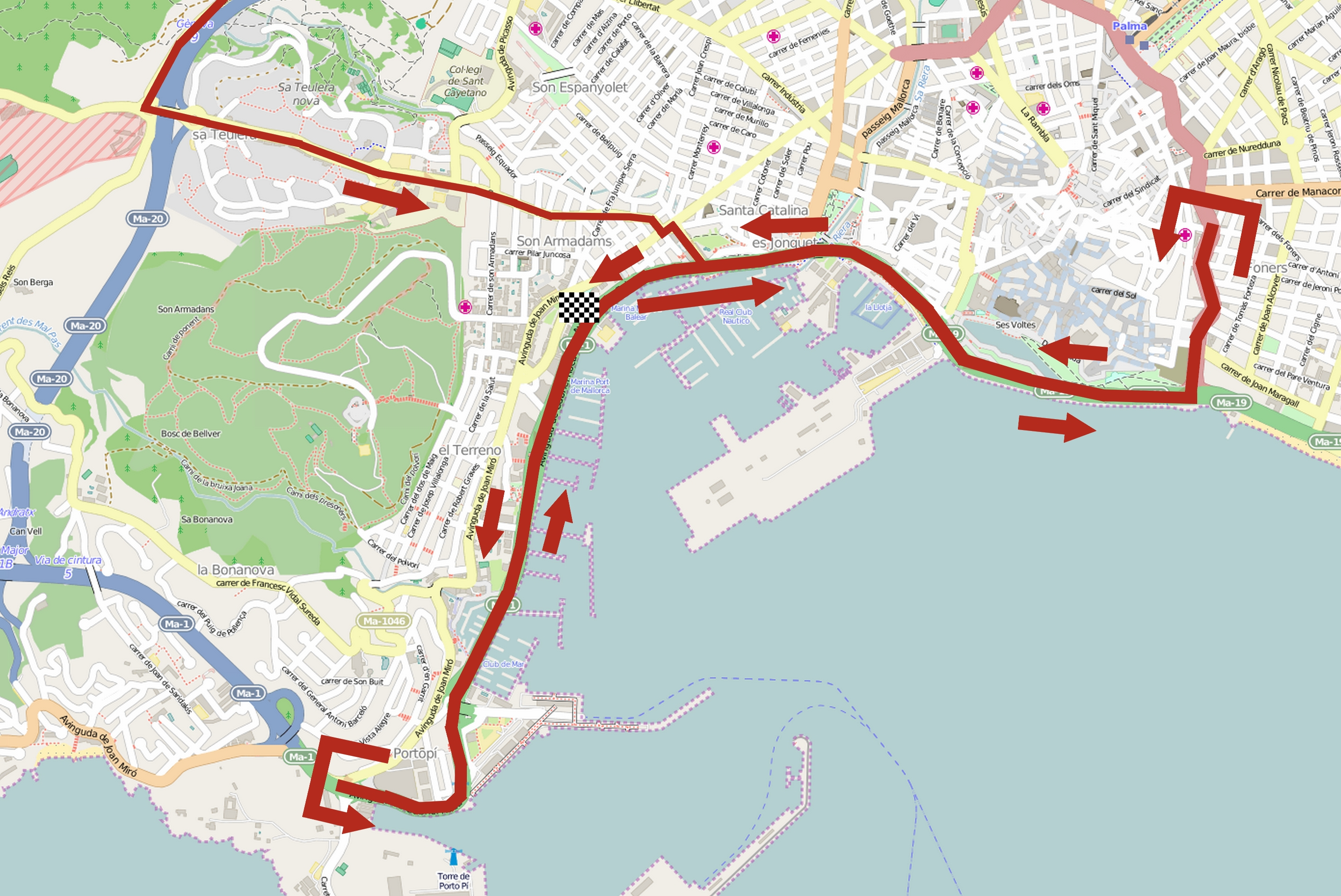

| Naam                                | Datum      | Afstand  | Winnaar            | Ploeg       |
| ----------------------------------- | ---------- | -------- | ------------------ | ----------- |
| Trofeo Santanyí-Ses Salines-Campos  | 29 januari | 175,5 km | Matteo Pelucchi    | IAM Cycling |
| Trofeo Andratx-Mirador d'Es Colomer | 30 januari | 149 km   | Steve Cummings     | MTN-Qhubeka |
| Trofeo Serra de Tramuntana          | 31 januari | 165,7 km | Alejandro Valverde | Movistar    |
| Trofeo Playa de Palma-Palma         | 1 februari | 168,2 km | Matteo Pelucchi    | IAM Cycling |

## Uitslagen

### Trofeo Santanyí-Ses Salines-Campos
| Plaats  | Naam               | Ploeg               | Tijd     |
| ------- | ------------------ | ------------------- | -------- |
| Winnaar | Matteo Pelucchi    | IAM Cycling         | 4u17'55" |
| 2       | Elia Viviani       | Team Sky            | z.t.     |
| 3       | José Joaquín Rojas | Movistar            | z.t.     |
| 4       | Nacer Bouhanni     | Cofidis             | z.t.     |
| 5       | Danny van Poppel   | Trek Factory Racing | z.t.     |
| 6       | Raymond Kreder     | Roompot             | z.t.     |
| 7       | Ben Swift          | Team Sky            | z.t.     |
| 8       | André Greipel      | Lotto Soudal        | z.t.     |
| 9       | Bryan Coquard      | Europcar            | z.t.     |
| 10      | Sam Bennett        | Bora-Argon 18       | z.t.     |
|         |                    |                     |          |
| 49      | Jürgen Roelandts   | Lotto Soudal        | + 6"     |

### Trofeo Andratx-Mirador d'Es Colomer
| Plaats  | Naam                | Ploeg               | tijd     |
| ------- | ------------------- | ------------------- | -------- |
| Winnaar | Steve Cummings      | MTN-Qhubeka         | 3u56'30" |
| 2       | Alejandro Valverde  | Movistar            | z.t.     |
| 3       | Davide Formolo      | Cannondale-Garmin   | + 6"     |
| 4       | Bauke Mollema       | Trek Factory Racing | z.t.     |
| 5       | Leopold König       | Team Sky            | z.t.     |
| 6       | Beñat Intxausti     | Movistar            | + 13"    |
| 7       | Kanstantsin Siwtsow | Team Sky            | + 15"    |
| 8       | Giovanni Visconti   | Movistar            | z.t.     |
| 9       | Ian Boswell         | Team Sky            | z.t.     |
| 10      | Tim Wellens         | Lotto Soudal        | z.t.     |

### Trofeo Serra de Tramuntana
| Plaats  | Naam               | Ploeg                 | tijd     |
| ------- | ------------------ | --------------------- | -------- |
| Winnaar | Alejandro Valverde | Movistar              | 4u34'29" |
| 2       | Tim Wellens        | Lotto Soudal          | + 1'23"  |
| 3       | Leopold König      | Team Sky              | + 1'33"  |
| 4       | José Joaquín Rojas | Movistar              | + 2'10"  |
| 5       | Marc de Maar       | Roompot               | z.t.     |
| 6       | Giovanni Visconti  | Movistar              | + 2'53"  |
| 7       | Grega Bole         | CCC Sprandi Polkowice | z.t.     |
| 8       | Tiesj Benoot       | Lotto Soudal          | z.t.     |
| 9       | Fränk Schleck      | Trek Factory Racing   | z.t.     |
| 10      | Merhawi Kudus      | MTN-Qhubeka           | z.t.     |

### Trofeo Playa de Palma-Palma
| Plaats  | Naam                 | Ploeg             | tijd     |
| ------- | -------------------- | ----------------- | -------- |
| Winnaar | Matteo Pelucchi      | IAM Cycling       | 4u06'17" |
| 2       | André Greipel        | Lotto Soudal      | z.t.     |
| 3       | Ben Swift            | Team Sky          | z.t.     |
| 4       | Sam Bennett          | Bora-Argon 18     | z.t.     |
| 5       | Bryan Coquard        | Europcar          | z.t.     |
| 6       | Raymond Kreder       | Roompot           | z.t.     |
| 7       | Russell Downing      | Cult Energy       | z.t.     |
| 8       | Dylan Page           | Roth-Skoda        | z.t.     |
| 9       | Kristian Sbaragli    | MTN-Qhubeka       | z.t.     |
| 10      | Ramūnas Navardauskas | Cannondale-Garmin | z.t.     |
|         |                      |                   |          |
| 17      | Jürgen Roelandts     | Lotto Soudal      | z.t.     |

1992 · 1993 · 1994 · 1995 · 1996 · 1997 · 1998 · 1999 · 2000 · 2001 · 2002 · 2003 · 2004 · 2005 · 2006 · 2007 · 2008 · 2009 · 2010 · 2011 · 2012 · 2013 · 2014 · 2015 · 2016 · 2017 · 2018 · 2019 · 2020 · 2021 · 2022 · 2023 · 2024 · 2025
Etappewedstrijden

 Ster van Bessèges · 
 Ronde van de Algarve · 
 Ruta del Sol · 
 Ronde van de Haut-Var · 
 Driedaagse van West-Vlaanderen · 
 Internationale Wielerweek · 
 Internationaal Wegcriterium · 
 Driedaagse van De Panne-Koksijde · 
 Ronde van de Sarthe · 
 Ronde van Castilië en León · 
 Ronde van Trentino · 
 Ronde van Kroatië · 
 Ronde van Turkije · 
 Ronde van Yorkshire · 
 Ronde van Asturië · 
 Vierdaagse van Duinkerke · 
 Ronde van Azerbeidzjan · 
 Ronde van Madrid · 
 Ronde van Beieren · 
 Ronde van Picardië · 
 Ronde van Noorwegen · 
 World Ports Classic · 
 Tour des Fjords · 
 Ronde van Estland · 
 Ronde van België · 
 Ronde van Luxemburg · 
 Boucles de la Mayenne · 
 Ster ZLM Toer · 
 Ronde van Slovenië · 
 Route du Sud · 
 Sibiu Cycling Tour · 
 Ronde van Oostenrijk · 
 Ronde van Wallonië · 
 Ronde van Portugal · 
 Ronde van Burgos · 
 Ronde van Denemarken · 
 Ronde van de Ain · 
 Ronde van Tsjechië · 
 Arctic Race of Norway · 
 Ronde van de Limousin · 
 Ronde van Poitou-Charentes · 
 Ronde van Groot-Brittannië · 
 Ronde van Gévaudan Languedoc-Roussillon · 
 Eurométropole Tour
Eendaagse wedstrijden

 Trofeo Santanyí-Ses Salines-Campos · 
 Trofeo Andratx-Mirador d'Es Colomer · 
 Trofeo Serra de Tramuntana · 
 Trofeo Playa de Palma-Palma · 
 GP La Marseillaise · 
 Grote Prijs van de Etruskische Kust · 
 Ronde van Murcia · 
 Clásica de Almería · 
 Trofeo Laigueglia · 
 Omloop Het Nieuwsblad · 
 Classic Sud Ardèche · 
 GP Lugano · 
 La Drôme Classic · 
 Kuurne-Brussel-Kuurne · 
 Le Samyn · 
 Strade Bianche · 
 Ronde van Drenthe · 
 Dwars door Drenthe · 
 Nokere Koerse · 
 GP Nobili Rubinetterie · 
 Handzame Classic · 
 Ronde van Zeeland Seaports · 
 Classic Loire-Atlantique · 
 Grote Prijs van Cholet-Pays de Loire · 
 Dwars door Vlaanderen · 
 Classica Corsica · 
 Route Adélie de Vitré · 
 Grote Prijs Miguel Indurain · 
 Volta Limburg Classic · 
 Ronde van La Rioja · 
 Parijs-Camembert · 
 Scheldeprijs · 
 Klasika Primavera · 
 Brabantse Pijl · 
 GP Denain · 
 Ronde van de Finistère · 
 Tro Bro Léon · 
 La Roue Tourangelle · 
 Ronde van de Apennijnen · 
 Grote Prijs van de Somme · 
 Grote Prijs van Plumelec · 
 ProRace Berlin · 
 Boucles de l'Aulne · 
 GP Kanton Aargau · 
 Ronde van Keulen · 
 Ronde van Limburg · 
 Velothon Wales · 
 Halle-Ingooigem · 
 Trofeo Matteotti · 
 GP Cerami · 
 GP Industria & Artigianato-Larciano · 
 Prueba Villafranca de Ordizia · 
 Ronde van Toscane · 
 Circuito de Getxo · 
 Polynormande · 
 RideLondon Classic · 
 GP Stad Zottegem · 
 Arnhem-Veenendaal Classic · 
 GP Jef Scherens · 
 Druivenkoers Overijse · 
 Schaal Sels · 
 Brussels Cycling Classic · 
 GP Fourmies · 
 Velothon Stockholm · 
 Ronde van de Doubs · 
 Coppa Bernocchi · 
 Coppa Agostoni · 
 GP van Wallonië · 
 Kampioenschap van Vlaanderen · 
 Memorial Marco Pantani · 
 Grote Prijs Impanis-Van Petegem · 
 GP van Isbergues · 
 GP Industria & Commercio di Prato · 
 Omloop van het Houtland · 
 Duo Normand · 
 Ronde van de Drie Valleien · 
 Milaan-Turijn · 
 Ronde van Piemonte · 
 Ronde van het Münsterland · 
 Ronde van de Vendée · 
 Memorial Frank Vandenbroucke · 
 Coppa Sabatini · 
 Parijs-Bourges · 
 Ronde van Emilia · 
 GP Beghelli · 
 Parijs-Tours · 
 Nationale Sluitingsprijs · 
 Chrono des Nations